# Trichoscarta eli
Trichoscarta eli är en insektsart som först beskrevs av Gustav Breddin 1900.  Trichoscarta eli ingår i släktet Trichoscarta och familjen spottstritar. Inga underarter finns listade i Catalogue of Life.